# Beschendorf
Beschendorf település Németországban, Schleswig-Holstein tartományban. Lakosainak száma 543 fő (2023. december 31.).

## Népesség
A település népességének változása:
| Lakosok száma | 490  | 557  | 519  | 542  | 545  | 543  |
|               | 1975 | 2017 | 2019 | 2021 | 2022 | 2023 |